# Eklipsa
Eklipsa (faza eklipsy, faza utajona) to trzeci etap namnażania wirusów. Wirus znajduje się już w komórce gospodarza, ale nie można w niej znaleźć kompletnych wirionów. Kapsyd rozpada się i uwalnia kwas nukleinowy wirusa (rozpad kapsydu nie dotyczy bakteriofagów - ich kapsydy nie wnikają do komórki). Kwas nukleinowy wirusa ulega replikacji, czyli powieleniu. Do tego procesu wirus wykorzystuje enzymy z komórki gospodarza. Na podstawie informacji genetycznej zawartej w kwasie nukleinowym wirusa komórka produkuje białka wirusowe zamiast swoich własnych. Powstają potomne kapsydy.